# Нікелювання

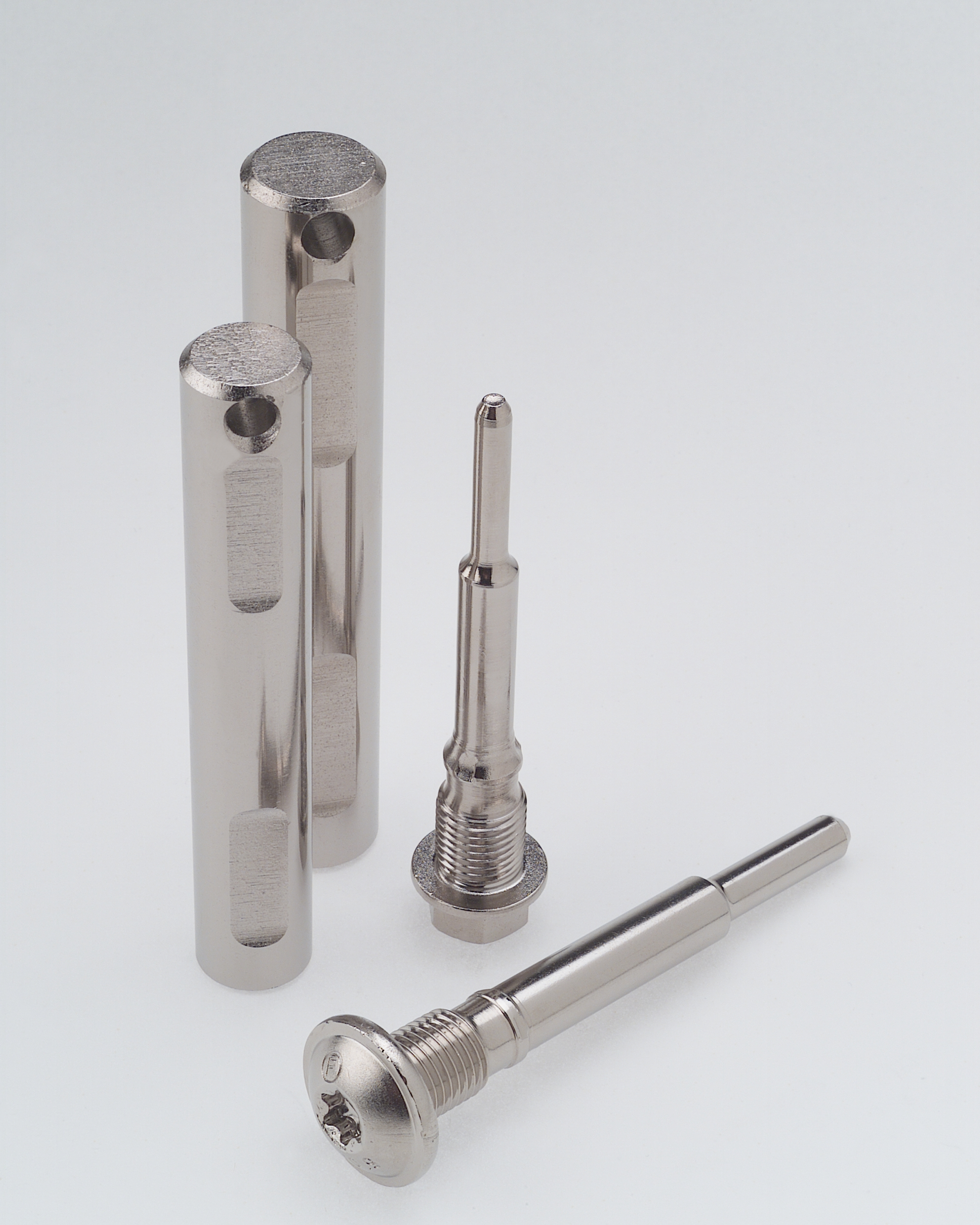
Нікельовані деталі

Нікелюва́ння (англ. nickel plating) — нанесення на поверхню металевих і неметалевих виробів шару нікелю. Товщина такого покриття становить, зазвичай, від 1—2 до 40—50 мкм.

## Технологічні особливості
Нікель наносять найчастіше електролітичним способом, рідше — хімічним (відновленням іонів нікелю з його солей, наприклад, гіпофосфітом натрію у водних розчинах). Щоб зменшити пористість електролітичних покриттів і тим самим поліпшити їхню захисну здатність, вдаються до попереднього латунування, міднення або наносять багатошарові покриття (напр., мідь—нікель—хром).

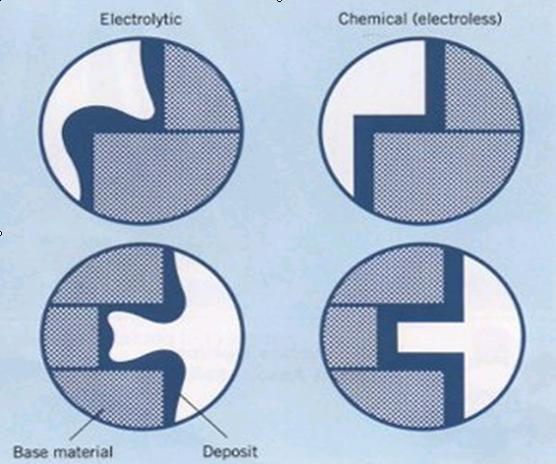
Порівняння якості нікелевого покриття, нанесеного електролітичним (ліворуч) і хімічним способом (праворуч)

Недоліки електролітичного нікелювання — нерівномірність осадження нікелю на рельєфній поверхні та неможливість покривання вузьких і глибоких отворів, порожнин тощо. Хімічне нікелювання є дещо дорожчим за електролітичне, зате забезпечує можливість нанесення рівномірніщого за товщиною і якістю покриття на будь-яких ділянках рельєфної поверхні за умови доступу до них розчину.

## Використання
Нікелюванням створюють захисні покриття, підвищують стійкість виробів проти зношування, захищають вироби від корозії (в атмосферних умовах, в розчинах лугів і слабких органічних кислот), надають їм декоративного вигляду. 
Нікелювання застосовують у виробництві хімічної апаратури, медичних інструментів, автомобілів і велосипедів, побутових виробів тощо.